# Jean-Noël Grinda
Jean-Noël Grinda (Parigi, 5 ottobre 1936) è un ex tennista francese.

## Biografia
Si è fatto notare a livello giovanile dove è riuscito a conquistare il singolare ragazzi al Roland Garros 1953, tra gli adulti non è riuscito a ripetersi ottenendo al massimo il quarto turno durante Wimbledon 1959 mentre è avanzato fino ai quarti degli Australian Championships 1965 nel doppio maschile insieme a Pierre Darmon. Sempre nel doppio ha disputato due finali al Torneo di Monte Carlo uscendone sconfitto rispettivamente nel 1953 in coppia con Budge Patty e nel 1964 con Pierre Darmon.
Ha fatto parte della squadra francese di Coppa Davis dal 1959 al 1964 ottenendo sette successi e sei sconfitte.